# Miloslav Masopust
Miloslav Masopust (* 26. září 1924 Český Straklov, Polsko) je český válečný veterán z druhé světové války.
S armádou je spjat od roku 1944, kdy vstoupil do 1. československého armádního sboru. Po zranění v bojích u Krosna byl Masopust zařazen do autokurzu a následně byl přes jeho silnou touhu stát se samopalníkem přiřazen k 5. dělostřeleckému pluku jako technik. Po vyléčení absolvoval s výtečným prospěchem řidičský kurz a v lednu 1945 nastoupil v hodnosti desátníka k zásobovací baterii jako velitel dopravní čety. S dělostřeleckým plukem se účastnil Slovenského národního povstání jako velitel zásobovací baterie. Dle vlastních vzpomínek však většinou sloužil jako pobočník a tlumočník do ruského jazyka pro velitele baterie poručíka Otto Roubíčka. V dubnu 1945 byl povýšen na rotného.
Na základě návrhu vlády České republiky byl dne 8. května 2005 jmenován prezidentem republiky Václavem Klausem do hodnosti brigádního generála. Prezident Miloš Zeman jej dne 8. května 2019 jmenoval generálmajorem. Dne 28. října 2022 jej prezident Zeman na návrh vlády jmenoval do hodnosti generálporučíka ve výslužbě.

## Vyznamenání
- Řád Vlastenecké války II. stupně (SSSR)
- Pamětní medaile československé armády v zahraničí se štítkem SSSR
- Československý válečný kříž 1939
- Československá medaile Za chrabrost před nepřítelem
- Záslužný kříž ministra obrany České republiky I. stupně
- Řád rudé hvězdy
- Medaile Za službu vlasti
- Vyznamenání Za zásluhy o obranu vlasti
- Medaile Za zásluhy o ČSLA I. stupně
- Medaile Zasloužilý bojovník proti fašismu
- Dukelská pamětní medaile
- Medaile Za vítězství nad Německem 1941–1945[4] (SSSR)
- Jubilejní medaile 20. výročí vítězství ve Velké vlastenecké válce 1941–1945 (SSSR)
- Vyznamenání Za zásluhy o výstavbu, 1976, číslo matriky 24 343[5]
- Pamětní medaile k 60. výročí ukončení druhé světové války[6]
- Kříž obrany státu ministra obrany České republiky
- Jubilejní medaile 60. výročí vítězství ve Velké vlastenecké válce 1941–1945 – Rusko, 2005
- Medaile prezidenta Slovenské republiky
- Čestný pamětní odznak Za službu míru
- Medaile Karla Kramáře
- Čestný pamětní odznak k 60. výročí ukončení 2. světové války[7]
- Řád Bílého lva, I. třída – vojenská skupina